# Kenny Gabriel
Kenneth Benard "Kenny" Gabriel , (Charlotte, Carolina del Norte; 3 de julio de 1989) es un jugador de baloncesto estadounidense que pertenece a la plantilla del Fortitudo Bologna de la Serie A2 italiana. Con 2.05 de estatura, su puesto natural en la cancha es el de ala-pívot.

## Trayectoria
Su primer equipo como profesional fue el Maccabi Ashdod en el 2012, procedente de la Universidad de Auburn. El año anterior promedió 12.2 puntos y 7.4 rebotes en la universidad y destaca por ser un jugador muy atlético, buen tirador de tres y que va muy bien al rebote.
En 2014 firma con Pınar Karşıyaka donde gana la Liga turca, realizando un promedio de 9.8 puntos y 5.3 rebotes por partido.
El 23 de julio de 2021, firma por el Basket Brescia Leonessa de la Lega Basket Serie A italiana.
El 24 de julio de 2024 firmó por una temporada con el Fortitudo Bologna de la Serie A2 italiana.